# Isohypsibius baldii
Isohypsibius baldii är en djurart som tillhör fylumet trögkrypare, och som först beskrevs av Giuseppe Ramazzotti 1945.  Isohypsibius baldii ingår i släktet Isohypsibius och familjen Hypsibiidae. Inga underarter finns listade i Catalogue of Life.